# Mistrz Play-off (KHL)
Mistrz Play-off (ros. Мастер плей-офф) – nagroda przyznawana corocznie zawodnikowi w rosyjskich rozgrywkach hokeja na lodzie KHL.
Wyróżnienie zostało ustanowione w 2000 roku. Trofeum otrzymuje obecnie hokeista uznany najlepszym zawodnikiem w fazie play-off o Puchar Gagarina.
W latach 2000–2000 (w okresie Superligi) nagrodę otrzymywał najskuteczniejszy zawodnik w punktacji kanadyjskiej (suma goli i asyst). Tym samym w sposób naturalny faworyzowani byli napastnicy. Od czasu założenia rozgrywek KHL zrezygnowano z tego kryterium (nagrodę mogą otrzymać obrońcy oraz bramkarze). Przyznanie nagrody następuje w wyniku głosowania na Najbardziej Wartościowego Gracza (MVP) fazy play-off.
Jest przyznawana od sezonu 2000/2001 najwyższych rozgrywek hokejowych na terenie obecnej Rosji. Od tego czasu obejmuje sezony:
- Superliga rosyjska w hokeju na lodzie (2000-2008)
- Kontynentalna Hokejowa Liga (od 2008)

## Nagrodzeni
| Sezon     | Zawodnik                                                                     | Klub                                                                         | Poz.                                                                         | Mecze                                                                        | Statystyka                                                                   |
| --------- | ---------------------------------------------------------------------------- | ---------------------------------------------------------------------------- | ---------------------------------------------------------------------------- | ---------------------------------------------------------------------------- | ---------------------------------------------------------------------------- |
| 2000/2001 | Maksim Suszynski                                                             | Awangard Omsk                                                                | N                                                                            | 13                                                                           | 13 (9+4)                                                                     |
| 2001/2002 | Maksim Suszynski                                                             | Awangard Omsk                                                                | N                                                                            | 11                                                                           | 17 (6+11)                                                                    |
| 2002/2003 | Andriej Kowalenko                                                            | Łokomotiw Jarosław                                                           | N                                                                            | 10                                                                           | 9 (5+4)                                                                      |
| 2003/2004 | Aleksandr Prokopjew                                                          | Awangard Omsk                                                                | N                                                                            | 11                                                                           | 8 (7+1)                                                                      |
| 2004/2005 | Pawieł Daciuk                                                                | Dinamo Moskwa                                                                | N                                                                            | 10                                                                           | 9 (6+3)                                                                      |
| 2005/2006 | Aleksiej Morozow                                                             | Ak Bars Kazań                                                                | N                                                                            | 13                                                                           | 26 (13+13)                                                                   |
| 2006/2007 | Danis Zaripow                                                                | Ak Bars Kazań                                                                | N                                                                            | 16                                                                           | 17 (10+7)                                                                    |
| 2007/2008 | Zbyněk Irgl                                                                  | Łokomotiw Jarosław                                                           | N                                                                            | 16                                                                           | 13 (10+3)                                                                    |
| 2008/2009 | Aleksiej Morozow                                                             | Ak Bars Kazań                                                                | N                                                                            | 21                                                                           | 19 (8+11)                                                                    |
| 2009/2010 | Ilja Nikulin                                                                 | Ak Bars Kazań                                                                | O                                                                            | 22                                                                           | 11 (5+6)                                                                     |
| 2010/2011 | Konstantin Barulin                                                           | Atłant Mytiszczi                                                             | B                                                                            | 22                                                                           | 11 (93,2%; 2,33)                                                             |
| 2011/2012 | Aleksandr Jeriomienko                                                        | Dinamo Moskwa                                                                | B                                                                            | 21                                                                           | 16 (94,3%; 1,56)                                                             |
| 2012/2013 | Aleksandr Jeriomienko                                                        | Dinamo Moskwa                                                                | B                                                                            | 21                                                                           | 11 (93,4%; 1,74)                                                             |
| 2013/2014 | Siergiej Moziakin                                                            | Mietałłurg Magnitogorsk                                                      | N                                                                            | 21                                                                           | 33 (13+20)                                                                   |
| 2014/2015 | Ilja Kowalczuk•                                                              | SKA Sankt Petersburg                                                         | N                                                                            | 22                                                                           | 19 (8+11)                                                                    |
| 2015/2016 | Siergiej Moziakin                                                            | Mietałłurg Magnitogorsk                                                      | N                                                                            | 23                                                                           | 25 (11+14)                                                                   |
| 2016/2017 | Wasilij Koszeczkin                                                           | Mietałłurg Magnitogorsk                                                      | B                                                                            | 17                                                                           | 12 (94,0%; 2,15)                                                             |
| 2017/2018 | Justin Azevedo                                                               | Ak Bars Kazań                                                                | N                                                                            | 19                                                                           | 24 (9+15)                                                                    |
| 2018/2019 | Ilja Sorokin                                                                 | CSKA Moskwa                                                                  | B                                                                            | 20                                                                           | 16 (94,7%; 1,19)                                                             |
| 2019/2020 | Nagrody nie przyznano wskutek nieukończenia sezonu podczas pandemii COVID-19 | Nagrody nie przyznano wskutek nieukończenia sezonu podczas pandemii COVID-19 | Nagrody nie przyznano wskutek nieukończenia sezonu podczas pandemii COVID-19 | Nagrody nie przyznano wskutek nieukończenia sezonu podczas pandemii COVID-19 | Nagrody nie przyznano wskutek nieukończenia sezonu podczas pandemii COVID-19 |
| 2020/2021 | Siergiej Tołczinski                                                          | Awangard Omsk                                                                | N                                                                            | 24                                                                           | 20 (6+14)                                                                    |
| 2021/2022 | Aleksandr Popow                                                              | CSKA Moskwa                                                                  | N                                                                            | 19                                                                           | 9 (5+4)                                                                      |
| 2022/2023 | Michaił Grigorienko                                                          | CSKA Moskwa                                                                  | N                                                                            | 27                                                                           | 25 (12+13)                                                                   |
| 2023/2024 | Ilja Nabokow                                                                 | Mietałłurg Magnitogorsk                                                      | N                                                                            | 23                                                                           | 16 (94,2%; 1,82)                                                             |
| 2024/2025 | Aleksandr Radułow                                                            | Łokomotiw Jarosław                                                           | N                                                                            | 21                                                                           | 16 (7+9)                                                                     |

Opis:
- Poz. – pozycja (B – bramkarz, O – obrońca, N – napastnik)
- W rubryce Statystyka w przypadku zawodników z pola podano kolejno uzyskane punkty oraz składające się na nie gole i asysty, zaś w przypadku bramkarzy wymieniono kolejno liczbę wygranych spotkań oraz procent skutecznych interwencji i średnią gole straconych na mecz.

•  – Ilja Kowalczuk otrzymaną nagrodę przekazał koledze z drużyny, którym był Jewgienij Dadonow, najskuteczniejszy strzelec fazy play-off